# Nick Cravat
Nick Cravat, de nombre real Nicholas Cuccia (Nueva York, 11 de enero de 1912 - California, 29 de enero de 1994), fue un actor de cine estadounidense. Su apellido artístico, Cravat, lo eligió de una representación teatral que le había gustado.
Amigo de la infancia de Burt Lancaster (eran del mismo barrio y se conocieron a los nueve años en un campamento de verano), se convirtieron en compañeros de trapecio al trabajar en el circo con el nombre de "Lang and Cravat". Con Lancaster, fue actor secundario en nueve de sus películas, en las que destacan El halcón y la flecha y El temible burlón.
Actuó como personaje mudo en muchas películas, aunque no lo era, como las antes mencionadas o  Davy Crockett, King of the Wild Frontier, ya que tenía un fuerte acento de Brooklyn, el cual era incapaz de disimular y se consideraba poco adecuado para la trama de las películas.
La amistad con Burt Lancaster duró toda su vida y, curiosamente, ambos murieron en 1994. Su tumba está en el Valhalla Memorial Park Cemetery.